# ターリク・ブン・アムル
ターリク・ブン・アムル・アル＝アマウィー（アラビア語: طارق بن عمرو الأموي, ラテン文字転写: Ṭāriq b. ʿAmr al-ʿAmawī、生没年不詳）は、第3代正統カリフのウスマーン（在位：644年 - 656年）のマウラー（非アラブ系イスラーム教徒の解放奴隷）であり、ウマイヤ朝の将軍として691/2年から693年にかけてマディーナ総督を務めた人物である。
ターリクはウマイヤ朝のカリフのアブドゥルマリク（在位：685年 - 705年）によってその治世中に反乱を起こしていたズバイル家が支配するマディーナ方面に派遣され、アイラとワーディー・アル＝クラーの間に軍隊を駐屯させるように命じられた。この時ターリクはウマイヤ朝の支配下にあったシリアの南方への敵の接近を監視し、マディーナ、ファダク、そしてハイバルのズバイル家の総督たちの動きを牽制しつつ待機するように指示されていた。この任務の間にターリクが取った最初の行動の一つは、以前にウマイヤ朝の将軍とその配下の兵士たちを殺害した経歴を持つズバイル家の将軍のアブー・バクル・ブン・アビー・カイスに対する騎馬隊の派遣であった。これに対してバスラから総勢2,000人のズバイル家の部隊がターリクに向けて派遣されたが、ターリクはこの部隊を撃退した。また、689年にはアブドゥルマリクの親族でカリフ位の継承権を主張したアムル・ブン・サイード・ブン・アル＝アースが起こした反乱の鎮圧と処刑に関与した。
ウマイヤ朝に対する反乱を主導していた対抗のカリフであるアブドゥッラー・ブン・アッ＝ズバイルの弟でイラク総督を務めていたムスアブ・ブン・アッ＝ズバイルが691年に打倒されると、アブドゥルマリクはターリクをバスラ総督に任命した。しかし、アル＝ハッジャージュ・ブン・ユースフによるアブドゥッラー・ブン・アッ＝ズバイルの本拠地のメッカに対する包囲戦を支援するためにアブドゥルマリクが総勢5,000人のシリア軍の司令官としてターリクを派遣したためにその任期はごく短期間で終わった。ターリクはイラクからメッカに向かう途上でズバイル家の総督からマディーナを奪い、その後メッカでハッジャージュの副官となった。